# Lacon, Illinois
Lacon är administrativ huvudort i Marshall County i Illinois. Enligt 2020 års folkräkning hade Lacon 1 878 invånare.